# Німецький національний музей
Німецький національний музей (нім. Germanische Nationalmuseum, GNM) в Нюрнберзі (вул. Картойзергассе  1 (нім. Kartäusergasse 1)) — найбільший культурно-історичний музей Німеччини, в якому зібрана одна з найбільших колекцій (близько 1,3 млн предметів, з яких понад 25 тис. виставлено) німецької культури та мистецтва від доісторичної епохи та ранньої історії до безпосереднього сьогодення. Для пояснення виникнення назви музею на офіційній сторінці музею вказано, що музей був заснований у 1852 році для того, щоби показати культуру та мистецтво, які мають відношення до «німецької культурної області». Під останньою в XIX столітті розуміли ті території, де в давніші часи розмовляли на німецькій мові. На тлі політичного об'єднання німецьких держав в 1848 році, що провалилося, необхідно було задокументувати  єдність німецькомовної культурної області заснувавши музей.